# Crinolina

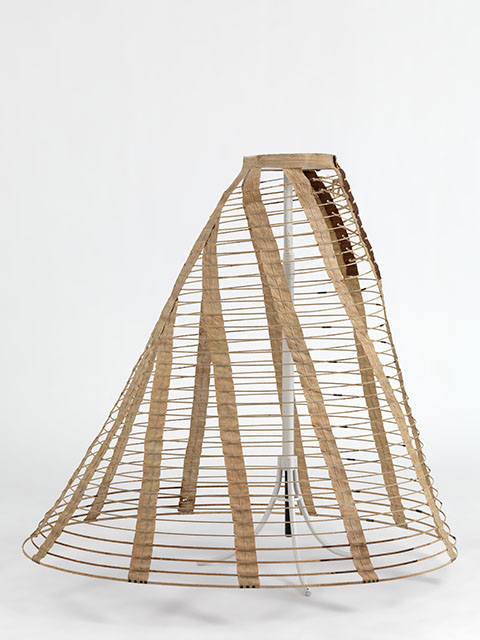
Crinolina, 1860-1870. MoMu - Fashion Museum Province of Antwerp

La crinolina era un accessorio della biancheria intima femminile utilizzato nel corso del XIX secolo. Consisteva in una struttura rigida a "gabbia" che sosteneva e rendeva gonfie le gonne. Il termine indica sia la struttura, sia il tessuto che la costituiva originariamente. Una struttura dalla forma simile, anche se con funzione differente, chiamata guardinfante era già in uso nel XVI secolo. Nel XVIII secolo tali strutture erano chiamate paniers (letteralmente cesti).
La crinolina è foderata di crine, cerchi di acciaio e stecche di balena che le donne indossavano sotto la veste vera e propria. Questo accessorio di abbigliamento femminile veniva anche indossato su mutandoni di pizzo lunghi fino alla caviglia, con sopra una sottana di flanella, tre sottane di percalle e quattro di mussolina inamidata.
Venne adottata la crinolina per diverse circostanze e non solo dalla media borghesia, ma anche dai ceti più bassi.

## Etimologia
Il termine crinolina ha origine da uno speciale tessuto omonimo, chiamato così perché veniva fatto con il crine dei cavalli.

## Storia
Si trattava, inizialmente, di una sottogonna confezionata con una stoffa speciale, intessuta, come dice il nome stesso, di crini di cavallo: brevettata in Francia negli anni Trenta, era stata utilizzata nel 1839 dal maresciallo Oudinot per rinforzare i colli delle uniformi militari. Molto in voga verso la metà del secolo, venne sostituita verso il 1860 da Charles Frederick Worth, sarto inglese trapiantato a Parigi, con una gabbia a cerchi metallici e molle d'acciaio, che aumentavano ulteriormente il volume delle gonne.

### Prima del 1850
Nel periodo della Restaurazione si diffuse una moda dagli indumenti pesanti, rigidi e fastosi, che spinse le dame a coprirsi interamente. Si indossava il corsetto, nonostante la disapprovazione e lo sdegno generale dei medici. Sotto al corsetto, per dare l'impressione di avere la vita ancora più sottile, le signore abbinavano gonne a campana, allacciate alla cintura e svasate sul fondo. La mania per l'ampiezza della gonna divenne così eccessiva da raggiungere dimensioni e peso insostenibili (si portavano anche 7 o 8 strati di sottogonne e imbottiture), al punto di dover ricorrere ad un supporto fisico utile a sorreggere il volume dell'abito: la crinolina.
Inizialmente la crinolina era una pesantissima ed ingombrante struttura composta da cerchi in crinolina, un materiale con ordito di lino o di cotone, e trama di crine di cavallo ammorbidito; successivamente, verrà utilizzato anche il vimini, ma si dovranno poi trovare altre soluzioni per ridurre il peso insopportabile dell'indumento.
Dagli anni venti si diffuse la tendenza di portare gonne leggermente più corte, in modo da mostrare in fondo alcuni strati di merletti e ricami delle sottogonne sottostanti.

### Dopo il 1850
Nel 1856 il Corriere delle Dame annuncia "la nuova invenzione" di una "gabbia" più leggera e robusta, ma capace di portare la parte inferiore dell'abito ad un'ampiezza iperbolica. La nuova gabbia in filo di ferro sostituisce le vecchie sottane multiple e i cerchi di vimini: inizialmente appare come un ripiego economico per piccoli borghesi, ma presto ne viene riconosciuto il vantaggio della leggerezza.
Tra il 1856 e il 1867 quello della crinolina è un argomento molto discusso, criticato e addirittura paragonato ad una "gabbia per uccelli". Lo scrittore francese Alphonse Karr sull'argomento scrive: 
«Le donne sono troppo vaste per la moderna architettura. Due donne non stanno più insieme nei primi posti di un palchetto in teatro, ne dentro una carrozza. Cinque donne sedute in vicinanza non possono chiacchierare in confidenza perché separate dalla loro ampiezza, bisogna che gridino. Un uomo seduto tra due donne scompare.»
A questa moda vengono quindi attribuiti i meriti, i demeriti e le analogie più impensate: mentre la scienza la dichiara nociva per la salute in quanto manterrebbe l'aria sotto la gonna raffreddando la temperatura, la si definisce adatta al clima di guerra del tempo paragonandola ad una sorta di armatura. A proposito dell'attentato di Orsini contro l'imperatore Napoleone III di Francia fu esclamato «Chi poté gloriarsi nella disgrazia fu la crinolina. Una signora è stata preservata dalle schegge della bomba dalla quantità delle sue sottane, i proiettili si fermarono tra gli apparecchi inamidati e ovattati.»
Nonostante tutto, gli abiti del periodo romantico-aulico ottennero un aspetto così maestoso proprio grazie alla crinolina.
Portare la crinolina richiedeva una certa arte: per camminare bisognava scivolare con grazia tenendo il busto inclinato in avanti per non farla dondolare, ma senza goffaggine. Per sedersi occorreva poggiarsi sull'orlo del sedile, tra un cerchio e l'altro, ripiegandosi su se stesse o in alternativa bisognava disporre con cautela dei cuscini dietro le spalle evitando di causare il ribaltamento dei cerchi che avrebbe portato a scoprire le gambe.
Dopo il 1856 vennero inventati nuovi tipi di crinolina, tra cui la tournure irréprochable, una struttura estensibile e restringibile in base alle occasioni grazie a molle articolate o robusti lacci che potevano comprimere la gabbia passando attraverso occhielli metallici; e la sous-jupes Tavernier che presentava dieci giri di molle in acciaio, dato che i teli di stoffa delle gonne di moda, sempre più ricchi e disposti in pesanti pieghe attorno alla cage, erano passati da 7 a 10-14.
Dopo il 1860 la linea della crinolina comincia a cambiare "rifugiandosi sotto le anche". Gradualmente la sua forma si allarga sempre più verso il basso, donando alle vesti grande maestosità.
Nel 1862 viene inventata la crinolina o sottana Thompson, dal nome americano ma prodotta a Parigi, diventa famosa per il suo basso costo, per il suo peso ridotto (1/2 libbra) e per la sua flessibilità, nonostante arrivasse ad avere un minimo di 20 giri intramezzati da molle a spirale. Era costituita di metallo solo in alto, mentre in basso aveva una doppia balzana in percalle che richiedeva solo una sottana con due alti svolazzi ed evitava che si inciampasse nelle molle, che erano state comunque coperte per evitare l'inconveniente.
In questi anni si ha una sorta di "crinolinomania", la quale viene infatti adottata da ogni ceto sociale, dalle nobildonne alle cameriere, ed in ogni circostanza, addirittura in viaggio o in campagna. Gli abiti del periodo non vengono più pensati per il corpo della donna, ma per la curva della crinolina sulla quale la moda del momento decide come disporre stoffe e decorazioni.
Nel 1866 la crinolina raggiunge il suo massimo sviluppo, arrivando ad un volume paradossale e a Parigi si comincia ad accennare al suo tramonto sul giornale La Fantasia. Il suo effettivo abbandono si verifica verso la fine degli anni ‘70 con l’adozione della crinolette, un sostegno in acciaio a cerchi separato dal corsetto e molto ridotto rispetto alla crinolina, che dà volume solo alla parte posteriore dei vestiti.

## I materiali
Il tessuto con cui veniva realizzata la crinolina, il crinolino, è un tessuto rigido, apprettato, battuto in armatura di tela, più raramente saia o raso. Il crinolino dava sia rigidità che flessibilità alla struttura, ed era resistente all'acqua ma traspirante all'aria. Esso era inoltre fatto con ordito di lino o di cotone e trama di crine di cavallo ammorbidito. Successivamente, il crine verrà sostituito prima dal tessuto imbottito, poi dal legno ed infine dall'acciaio. 
In seguito il termine crinolina è passato a indicare un tessuto rado ad armatura di tela, di mano molto rigida, ottenuto con l'apprettatura o l'utilizzo di fibre sintetiche come il nylon. È usato come rinforzo o imbottitura nella realizzazione di sottogonne rigide, come quelle usate per gli abiti da sposa.
Lo stile vittoriano, appena precedente alla moda della crinolina, predilige i colori chiari e neutri, in particolare il bianco, mentre in questi anni sono il nero, il verde, il rosa ed il viola a predominare. I tessuti sono sfarzosi e ricoperti di tantissime applicazioni, dai merletti ai volant.

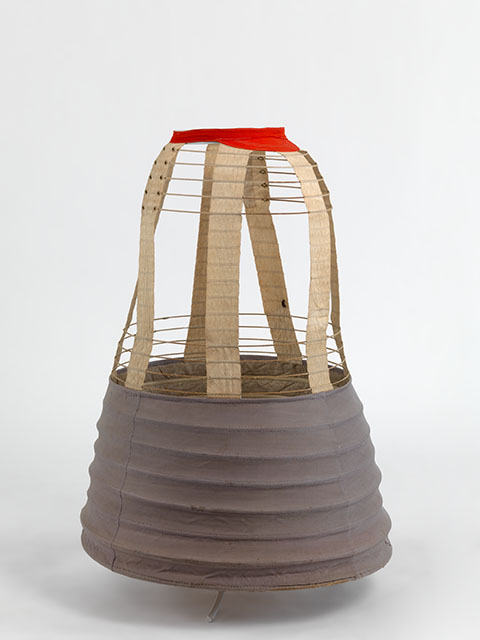
Crinolina, 1870-1880
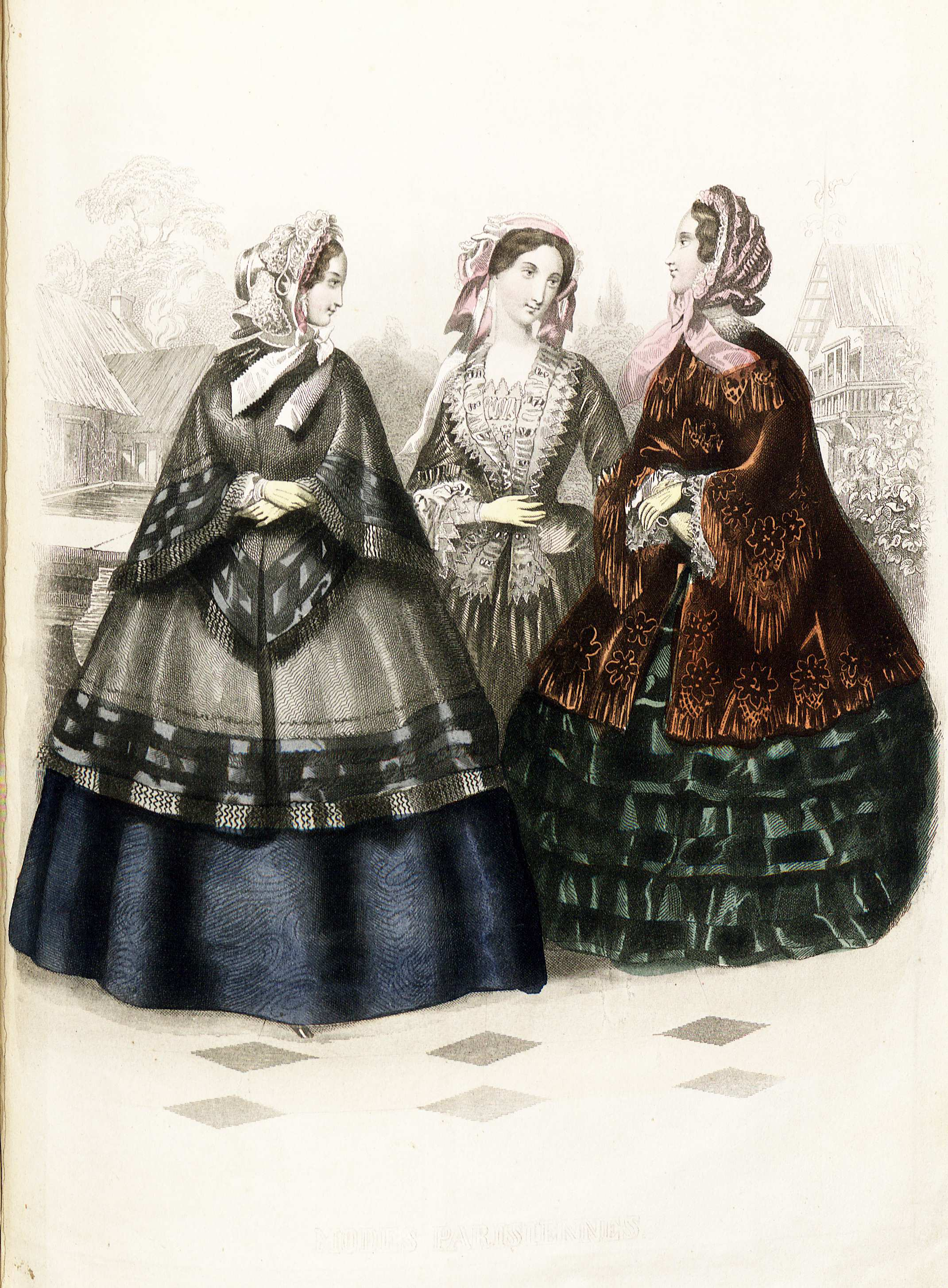
Illustrazione da rivista di moda, Stoccolma 1855
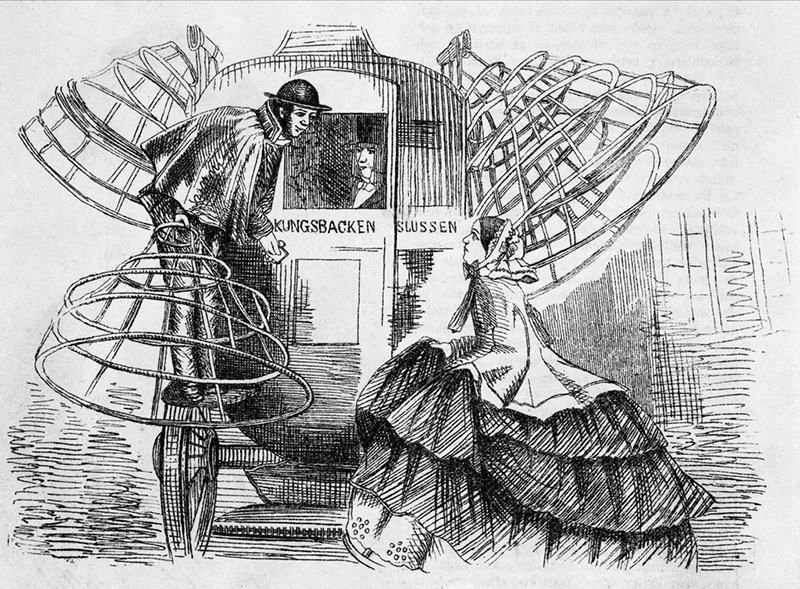
Crinolina, 1858
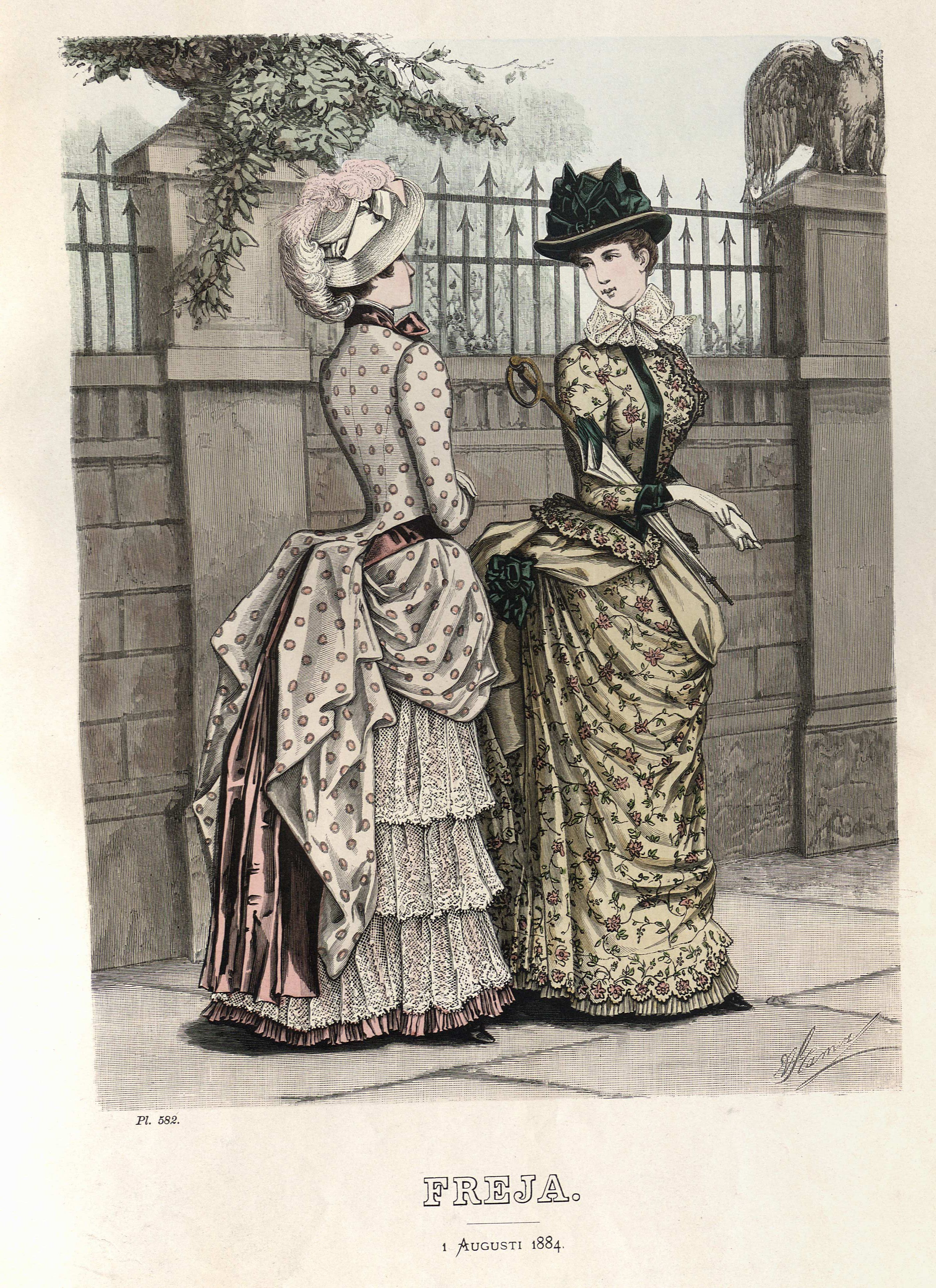
1884
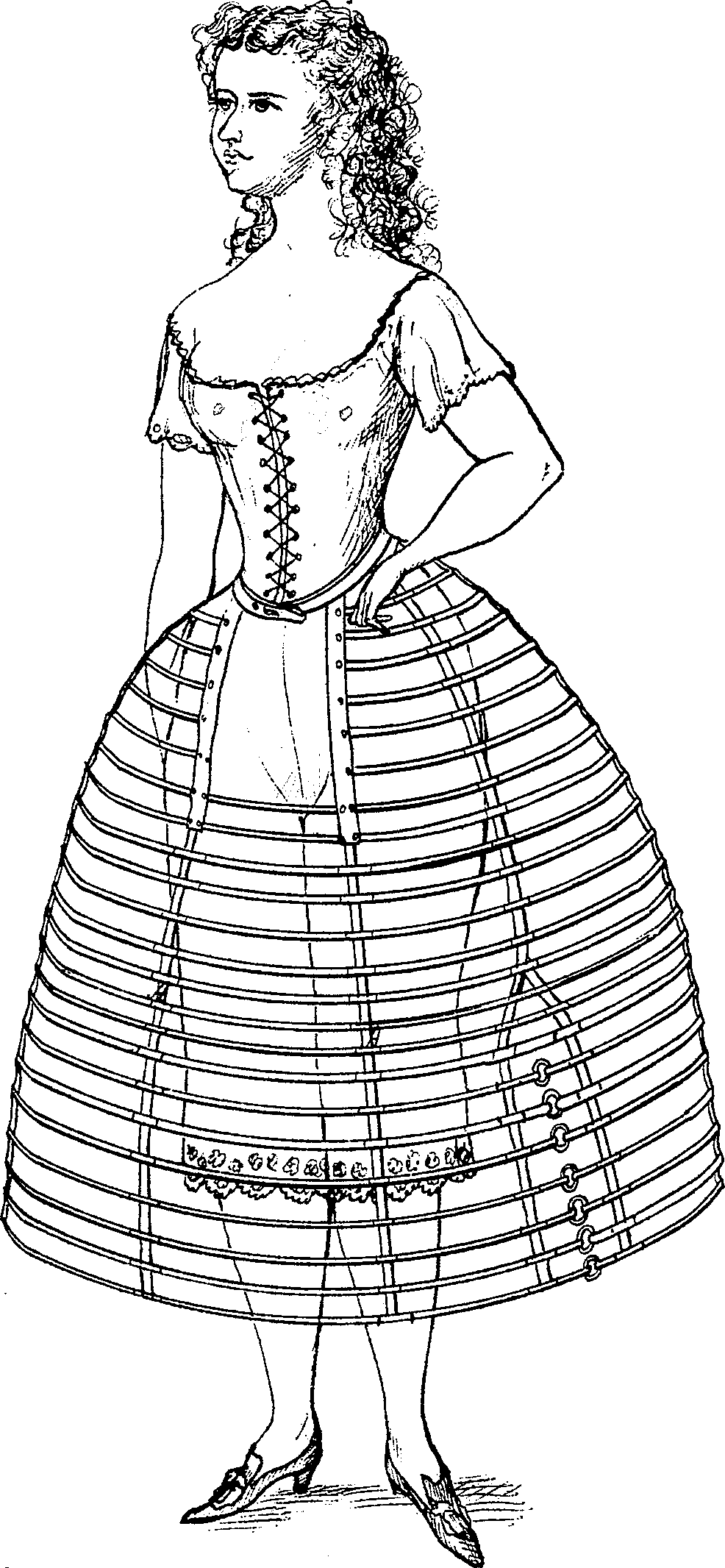
Crinolina